# Джабара, Пол
Пол Фредерик Джабара (англ. Paul Frederick Jabara; 31 января 1948, Бруклин, Нью-Йорк — 29 сентября 1992, Лос-Анджелес, Калифорния) — американский актёр, певец, автор-исполнитель ливанского происхождения.
За свою карьеру написал несколько крупных диско-хитов, в том числе оскароносную песню «Last Dance» для Донны Саммер, «The Main Event / Fight» для Барбры Стрейзанд и «It’s Raining Men» для The Weather Girls.

## Дискография

### Студийные альбомы
- Shut Out (1977)
- Keeping Time (1978)
- The Third Album (1979)
- Paul Jabara & Friends (совместно с The Weather Girls, Литой Галлоуэй, Уитни Хьюстон) (1983)
- De La Noche: The True Story - A Poperetta (совместно с Литой Галлоуэй) (1986)

### Саундтреки и сборники
- Mother, Jugs and Speed (1976)
- Thank God It’s Friday (1978)
- Greatest Hits… and Misses (1989)
- The Casablanca Records Story (1994)
- Mother, Jugs and Speed (1976)

### Синглы
- «Shut Out» (дуэт с Донной Саммер) (1977)
- «Dance» (1977)
- «Slow Dancing» (1977)
- «Dancin' (Lift Your Spirits Higher)» (1978)
- «Pleasure Island» (1978)
- «Take Good Care of My Baby» / «What’s a Girl to Do» (дуэт с Пэтти Брукс) (1978)
- «Trapped in a Stairway» (1978)
- «Disco Queen» (1978)
- «Never Lose Your Sense Of Humor» (дуэт с Донной Саммер) (1979)
- «Disco Wedding» (1979)
- «Honey Moon in Puerto Rico» (1979)
- «Disco Divorce» (1979)
- «Take Me Home» (1982)
- «Ocho Rios» (1986)